# Unidades Destructoras de la Luftwaffe
Unidades Caza Destructores de la Luftwaffe.

## Escuadras de Cazas Pesados
- 1° Escuadra de Caza Pesado
- 2° Escuadra de Caza Pesado
- 26° Escuadra de Caza Pesado
- 52° Escuadra de Caza Pesado
- 76° Escuadra de Caza Pesado
- 101° Escuadra de Caza Pesado
- 141° Escuadra de Caza Pesado
- 142° Escuadra de Caza Pesado
- 143° Escuadra de Caza Pesado
- 144° Escuadra de Caza Pesado

## Grupos de Cazas Pesados
- 210° Grupo de Caza Pesado

## Escuadras de Reemplazos de Cazas Pesados
- 1° Escuadra de Reemplazo de Caza Pesado
- 2° Escuadra de Reemplazo de Caza Pesado

## Grupos de Reemplazos de Cazas Pesados
- Grupo de Reemplazo de Caza Pesado